# Dumigania
Dumigania is een geslacht van vlinders van de familie visstaartjes (Nolidae), uit de onderfamilie Chloephorinae.

## Soorten
- D. iochlora Turner, 1933